# ایزوتایپ

برخی از آنتی‌بادی‌ها مجتمع‌هایی را تشکیل می‌دهند که به چندین مولکول آنتی‌ژن متصل می‌شوند.

در ایمنی‌شناسی، پادتن‌ها (ایمونوگلوبولین‌ها (Ig)) به چندین نوع به‌نام ایزوتایپ یا کلاس طبقه‌بندی می‌شوند. نواحی متغیر (V) در نزدیکی نوک پادتن می‌تواند از مولکولی به مولکول دیگر به روش‌های بی‌شماری متفاوت باشد و به آن اجازه می‌دهد تا به‌طور خاص یک آنتی‌ژن (یا دقیق‌تر، یک اپی‌توپ) را هدف قرار دهد. در مقابل، نواحی ثابت (C) فقط در چند نوع پادتن وجود دارد که کلاس پادتن را مشخص می‌کند. پادتن‌های کلاس‌های مختلف، مکانیسم‌های مؤثر متمایز را در پاسخ به یک آنتی‌ژن فعال می‌کنند (تحریک عناصر مختلف دستگاه ایمنی ذاتی). آن‌ها در مراحل مختلف یک پاسخ ایمنی ظاهر می‌شوند که از نظر ویژگی‌های ساختاری و موقعیت آن‌ها در بدن متفاوت هستند.
در انسان، پنج ایزوتایپ زنجیرهٔ سنگین α، δ، γ، ε، μ وجود دارد که مربوط به پنج ایزوتایپ پادتن است:
- α – IgA، بیشتر به زیرکلاس‌های IgA1 و IgA2 تقسیم می‌شود
- δ – IgD
- γ – IgG، بیشتر به زیرکلاس‌های IgG1 تا IgG4 تقسیم می‌شود
- ε – IgE
- μ – IgM

همچنین دو ایزوتایپ زنجیرهٔ سبک κ و λ وجود دارد. با این‌حال، تفاوت معناداری در عملکرد بین این دو وجود ندارد؛ بنابراین یک ایزوتایپ پادتن، تنها با نواحی ثابت زنجیره‌های سنگین تعیین می‌شود.